# Kroatiens herrlandslag i handboll
Kroatiens herrlandslag i handboll (kroatiska: Hrvatska rukometna reprezentacija) representerar Kroatien i handboll på herrsidan.

## Mästerskap

### VM 2003
I en jämn VM-final år 2003 mellan Kroatien och Tyskland lyckades kroaterna vinna över tyskarna med 34-31. Det var Kroatiens första VM-guld, tidigare hade de ett OS-guld från Atlanta 1996, efter finalseger mot Sverige.

### OS 2004
År 2004 mötte Kroatien Tyskland i OS-finalen i Aten. Inför en fantastiskt hejande kroatisk publik lyckades Kroatien andra året i rad besegra Tyskland i en stor final. Slutresultatet blev 26-24.

### VM 2005
År 2005 spelades världsmästerskapet i Tunisien. Kroatien vann då över Frankrike i semifinalen och var därmed klara för finalen vilken vanns av Spanien med 40-34.

### World Cup 2006
År 2006 spelades World Cup i Sverige och Tyskland. Kroatien tog sig då till finalen som spelades i Baltiska hallen i Malmö. Finalens andra lag, Tunisien, var däremot turneringens överraskning. Även i Malmö hade kroaterna ett stort publikstöd. Vid matchens slut var resultatet 29-29 och då återstod straffarna. Det gick bra för båda lagen men Kroatien lyckades till slut vinna med 33-31.

### EM 2008
Inför EM 2008 i Norge var två av Kroatiens bästa spelare, Mirza Džomba och Vedran Zrnić, skadade. Dessutom var det osäkert om superstjärnan Ivano Balić, som hade varit skadad länge, skulle följa med till Norge. Balić lät dock inte en skada stoppa sig. Så här sa han i en intervju: "Även om jag är tvungen att gå in på planen med kryckor, kommer jag ändå spela". Med många skadade spelare lyckades Kroatien ändå ta sig till finalen. Den vanns dock av Danmark med 20-24.

### OS 2008
År 2008 var inte ett speciellt bra år för kroatisk handboll. Man förlorade EM-finalen mot Danmark, men å andra sidan kunde man få revansch på danskarna genom att slå ut dem i OS-kvartsfinalen. OS började inte bra för Kroatien. I sin första match mot Spanien, som man vann, skadades spelmotorn Ivano Balić och missade de kommande tre matcherna i gruppspelet. Kroatien tog sig till semifinalen, där man dock förlorade mot Frankrike, vilket betydde att man inte kunde försvara sitt OS-guld från Aten. Då återstod det att spela om bronset mot Spanien, där man slutade som fyra.

### VM 2009
Världsmästerskapet i handboll 2009 spelades i Kroatien 16 januari-1 februari 2009. Tävlingen var den 21:a VM-turneringen. Den spelades i Osijek, Poreč, Split, Zadar, Zagreb och Varaždin. I finalen möttes Frankrike och Kroatien, där Kroatien förlorade med 24-19.

### EM 2016
Vid Europamästerskapet 2016 tog laget brons efter vinst med 31-24 mot Norge i matchen om tredje pris. Manuel Strlek blev utsedd till turneringens bästa vänstersexa. Han gjorde 43 mål under turneringen. Kroatiens match mot Polen var en av turneringens höjdpunkter. För att avancera vidare till semifinal var de tvungna att vinna med 11 bollar. Matchen slutade 37-23 och man vann med 14 bollar. Manuel Strlek utsågs till matchens lirare.

### EM 2020
Vid Europamästerskapet 2020 spelade inte Manuel Štrlek på grund av konflikter med Kroatiens handbollsförbund. Den 22-årige David Mandic blev hans ersättare och fick ett målfacit på 21 mål vid turneringens slut. Kroatien hade inte höga förväntningar på sig med tanke på att Marko Kopljar, Mirko Alilović, Ivan Čupić och Jakov Gojun alla valde att avsluta sin landslagskarriär innan mästerskapets början, men laget lyckades överträffa förväntningarna gå till final efter att ha vunnit semifinalen mot Norge med 29-28 efter förlängning. I finalen blev det dock förlust med 20–22 mot Spanien.
Kroatien lyckades inte ta sitt efterlängtade EM-guld utan fick nöja sig med en andraplats. Domagoj Duvnjak utsågs till mästerskapets MVP och Igor Karačić utsågs till turneringens bästa mittnia.

### VM 2025
Turneringen spelades i Danmark, Norge och Kroatien. Kroatien lyckades ta sig till final, där man fick stryk med 26–34 mot Danmark.

## Förbundskaptener
| Förbundskapten(er)              | Tidsperiod |
| ------------------------------- | ---------- |
| Josip Milković och Ivica Horvat | 1990–1991  |
| Zdravko Zovko                   | 1991–1995  |
| Abas Arslanagić                 | 1995–1996  |
| Vlado Nekić                     | 1996       |
| Velimir Kljaić                  | 1996       |
| Ivan Duvnjak                    | 1996       |
| Damir Čavlović                  | 1996       |
| Josip Glavaš                    | 1997       |
| Ilija Puljević                  | 1997–1998  |
| Velimir Kljaić                  | 1998–1999  |
| Zdravko Zovko                   | 1999–2000  |
| Josip Milković                  | 2000–2002  |
| Lino Červar                     | 2002–2010  |
| Slavko Goluža                   | 2010–2015  |
| Željko Babić                    | 2015–2017  |
| Lino Červar                     | 2017–2021  |
| Hrvoje Horvat                   | 2021–2023  |
| Goran Perkovac                  | 2023–      |

## Kända spelare i urval
- Mirko Alilović
- Ivano Balić
- Patrik Ćavar
- Luka Cindrić
- Ivan Čupić
- Davor Dominiković
- Domagoj Duvnjak
- Mirza Džomba
- Jakov Gojun
- Zlatko Horvat
- Dragan Jerković
- Nikša Kaleb
- Blaženko Lacković
- Venio Losert
- Petar Metličić
- Irfan Smajlagić
- Vlado Šola
- Denis Špoljarić
- Goran Šprem
- Luka Stepančić
- Renato Sulić
- Tonči Valčić
- Igor Vori
- Ljubo Vukić
- Drago Vuković
- Vedran Zrnić